# Jean Cronstedt (bankman)
Johan (Jean) Frans Andreas Cronstedt, född 11 november 1832 i Fredrikshamn, död 25 april 1907 i Helsingfors, var en finländsk bankman.
Cronstedt tillhörde ursprungligen en spansk släkt Galindo, men adopterades 1870 av sin svärfar friherre Carl Olof Cronstedt d.y. Han utexaminerades 1853 från Finska kadettkåren i Fredrikshamn och anställdes efter militärtjänstgöring 1862 vid myntverket. Han var därefter kamrer vid Finlands Bank och dess direktör 1871–1872. Från 1872 var han direktör för Föreningsbanken i Finland och förde upp den till en ledande position i landets ekonomiska liv. Han ägde Brändö gård från 1876.